# Marbury kiện Madison
Vụ Marbury kiện Madison là một án lệ bước ngoặt vào năm 1803, trong đó Tòa án tối cao Hoa Kỳ quyết định tuyên bố quyền giám sát hiến pháp của ngành tư pháp, tức là các tòa án có thẩm quyền hủy bỏ luật vi phạm Hiến pháp Hoa Kỳ. Quyết định của Tòa án tối cao xác định Hiến pháp Hoa Kỳ không chỉ là một tuyên bố các nguyên tắc, lý tưởng chính trị mà còn là một văn bản pháp luật có hiệu lực bắt buộc và phân lập ba quyền hành chính, lập pháp, tư pháp của chính quyền liên bang Hoa Kỳ. Án lệ Marbury được coi là án lệ quan trọng nhất trong lịch sử lập hiến của Hoa Kỳ.
Vụ án bắt nguồn từ xung đột giữa Tổng thống John Adams sắp mãn nhiệm và tân tổng thống Thomas Jefferson vào đầu năm 1801. Sau khi thất tái cử tổng thống, Adams bổ nhiệm nhiều đảng viên Đảng Liên bang làm thẩm phán tòa phúc thẩm và thẩm phán hòa giải vào tháng 3 để phá đám Jefferson và Đảng Dân chủ Cộng hòa. Tuy Thượng viện đã phê chuẩn các đề nghị bổ nhiệm của Adams nhưng Bộ trưởng Bộ Ngoại giao John Marshall không kịp chuyển quyết định bổ nhiệm trước khi Jefferson nhậm chức. Jefferson cho rằng những quyết định bổ nhiệm chưa được chuyển đều không có hiệu lực và chỉ đạo tân Bộ trưởng Bộ Ngoại giao James Madison không chuyển đến đương sự. William Marbury, một doanh nhân người Maryland ủng hộ Adams và Đảng Liên bang là một trong những người được Adams bổ nhiệm. Cuối năm 1801, Marbury làm đơn khởi kiện Madison tại Tòa án tối cao, yêu cầu Tòa án tối cao buộc Madison chuyển quyết định bổ nhiệm đến ông.
Tòa án tối cao nhận định, việc Madison từ chối chuyển quyết định bổ nhiệm đến Marbury là trái pháp luật và tòa án thường có thẩm quyền buộc bị đơn chuyển quyết định bổ nhiệm trong các trường hợp này. Tuy nhiên, Tòa án tối cao không buộc Madison chấp hành quyết định bổ nhiệm mà tuyên bố không có thẩm quyền xét xử vụ án, không có quyền buộc Madison chuyển quyết định bổ nhiệm vì luật giao thẩm quyền cho Tòa án tối cao vi phạm Hiến pháp Hoa Kỳ. Cụ thể thì Tòa án tuyên bố hủy bỏ điều 13 Luật Tổ chức tư pháp năm 1789 vì vượt quy định về thẩm quyền của Tòa án tối cao trong Hiến pháp Hoa Kỳ. Chánh án John Marshall là người soạn thảo quyết định.

## Bối cảnh
Trong cuộc bầu cử tổng thống năm 1800 có ba ứng cử viên chính là Thomas Jefferson, Aaron Burr và tổng thống đương chức John Adams. Adams thuộc Đảng Liên bang và chủ trương các chính sách ủng hộ doanh nghiệp, chính quyền liên bang của Đảng Liên bang và lãnh đạo đảng Alexander Hamilton. Jefferson và Burr là lãnh đạo của Đảng Dân chủ Cộng hòa và chủ trương ủng hộ nông nghiệp, phân quyền. Trước thềm cuộc bầu cử, Đảng Liên bang đã đánh mất sự ủng hộ của dư luận do đàn áp quyền tự do ngôn luận của Đảng Dân chủ Cộng hòa và quan hệ thân mật với Anh trong khi căng thẳng giữa Anh và Hoa Kỳ gia tăng. Jefferson dễ dàng giành được đa số phiếu bầu cử tri toàn quốc nhưng kết quả sát sao hơn trong Đại cử tri Đoàn.
Một khi cuộc bầu cử đã ngã ngũ thì Adams và Đảng Liên bang lên kế hoạch bổ nhiệm những người ủng hộ Đảng Liên bang vào chính quyền đế chống Jefferson. Ngày 2 tháng 3 năm 1801, chỉ hai ngày trước khi mãn nhiệm, Adam đề nghị bổ nhiệm gần 60 người ủng hộ Đảng Liên bang giữ những chức vụ thẩm phán tòa phúc thẩm, thẩm phán hòa giải mà Quốc hội gần đây quy định. Phe Jefferson chế nhạo những ứng viên của Adams là "thẩm phán nửa đêm". William Marbury là một trong những ứng viên, ông là một doanh nhân thành đạt người Maryland, tích cực tham gia chính trị Maryland và nhiệt liệt ủng hộ Adams, Đảng Liên bang.
Ngày 3 tháng 3, Thượng viện phê chuẩn các đề nghị bổ nhiệm của Adams. Các quyết định bổ nhiệm được soạn thảo ngay và đưa cho Adams ký tên, Bộ trưởng Bộ Ngoại giao John Marshall đóng dấu. Tuy đã được bổ nhiệm làm Chánh án Tòa án tối cao vào tháng 1 nhưng Marshall đồng ý lưu nhiệm cho đến khi Adams mãn nhiệm. Marshall giao người em James Markham Marshall chuyển các quyết định bổ nhiệm đến các ứng viên. James Marshall chuyển được hầu hết các quyết định nhưng không kịp một vài người như Marbury.
Ngày 4 tháng 3 năm 1801, Jefferson nhậm chức tổng thống. Ông chỉ đạo James Madison, tân Bộ trưởng Bộ Ngoại giao của ông giữ lại những quyết định bổ nhiệm chưa được chuyển vì ông cho rằng những quyết định đó chỉ có hiệu lực cho đến khi Adams mãn nhiệm.
Trong những tháng tiếp theo, Marbury nhiều lần yêu cầu Madison chuyển quyết định bổ nhiệm nhưng ông từ chối. Tháng 12 năm 1801, Marbury làm đơn khởi kiện Madison tại Tòa án tối cao, yêu cầu Tòa án tối cao buộc Madison chuyển quyết định bổ nhiệm.

## Quyết định

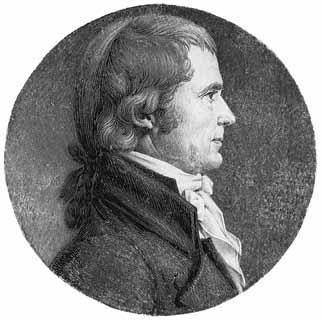
Bản in khắc Chánh án John Marshall năm 1808 của họa sĩ vẽ chân dung người Pháp Charles Balthazar Julien Févret de Saint-Mémin

Ngày 24 tháng 2 năm 1803, Tòa án tối cao biểu quyết nhất trí 4–0, tuyên xử Marbury thua kiện. Chánh án John Marshall là người soạn thảo quyết định của Tòa án tối cao gồm ba phần:
- Thứ nhất, Marbury có quyền được nhận quyết định bổ nhiệm không?
- Thứ hai, nếu Marbury có quyền thì có biện pháp bảo đảm quyền lợi cho Marbury không?
- Thứ ba, nếu có biện pháp thì Tòa án tối cao có thẩm quyền ban hành biện pháp không?[15]

### Quyền được nhận quyết định bổ nhiệm của Marbury
Tòa án tối cao bước đầu xác định Marbury có quyền được nhận quyết định bổ nhiệm vì quyết định đã được ký tên và đóng dấu. Tòa án tối cao bác bỏ lập luận của Madison rằng quyết định không có hiệu lực nếu không được chuyển vì việc chuyển quyết định chỉ là một thủ tục, không cấu thành một yếu tố cơ bản của việc bổ nhiệm.
Chữ kí của Tổng thống là cơ sở để đóng dấu quyết định bổ nhiệm và một văn bản chỉ được đóng dấu khi đã làm xong các thủ tục. Việc chuyển quyết định bổ nhiệm là một thông lệ nhưng không phải do pháp luật quy định nên không thể xem việc chuyển quyết định là một phần của thủ tục bổ nhiệm vì quyết định bổ nhiệm là của Tổng thống, đã có hiệu lực từ trước.— Marbury kiện Madison

Tòa án tối cao nhận định, vì quyết định bổ nhiệm Marbury có hiệu lực nên việc Madison không chịu chuyển quyết định "vi phạm quyền lợi" của Marbury.

### Biện pháp bảo đảm quyền lợi của Marbury
Tòa án tối cao xác định rằng pháp luật quy định biện pháp bảo đảm quyền lợi cho Marbury vì Madison giữ lại quyết định bổ nhiệm một cách trái pháp luật. Tòa án tối cao nhận thấy "một quy tắc chung và hiển nhiên là hễ quyền lợi bị vi phạm thì luôn có biện pháp bảo đảm quyền lợi tại tòa án". Quy tắc này bắt nguồn từ nền pháp luật La Mã và được công nhận trong nền thông luật Anh. Tòa án tối cao nhận định:
Bản chất của dân quyền hẳn là quyền của mỗi cá nhân được pháp luật bảo vệ mỗi khi bị hại.— Marbury kiện Madison

Tòa án tối cao xác nhận rằng biện pháp bảo đảm quyền lợi thích đáng cho Marbury là lệnh cưỡng chế. Tuy nhiên, vấn đề là liệu một cơ quan tư pháp như Tòa án tối cao có thẩm quyền yêu cầu một thành viên chính phủ như Madison chấp hành quyết định bổ nhiệm không. Tòa án tối cao xác định, miễn là vấn đề chỉ liên quan đến việc thi hành nhiệm vụ, không dính dáng đến chính trị thì Tòa án tối cao có quyền ban hành biện pháp bảo đảm quyền lợi. Tòa án tối cao trích dẫn danh ngôn mà John Adams viết vào hiến pháp Massachusetts vào năm 1779: "Phải nhấn mạnh rằng chính quyền Hoa Kỳ là một nền pháp trị chứ không phải nhân trị. 

### Thẩm quyền của Tòa án tối cao

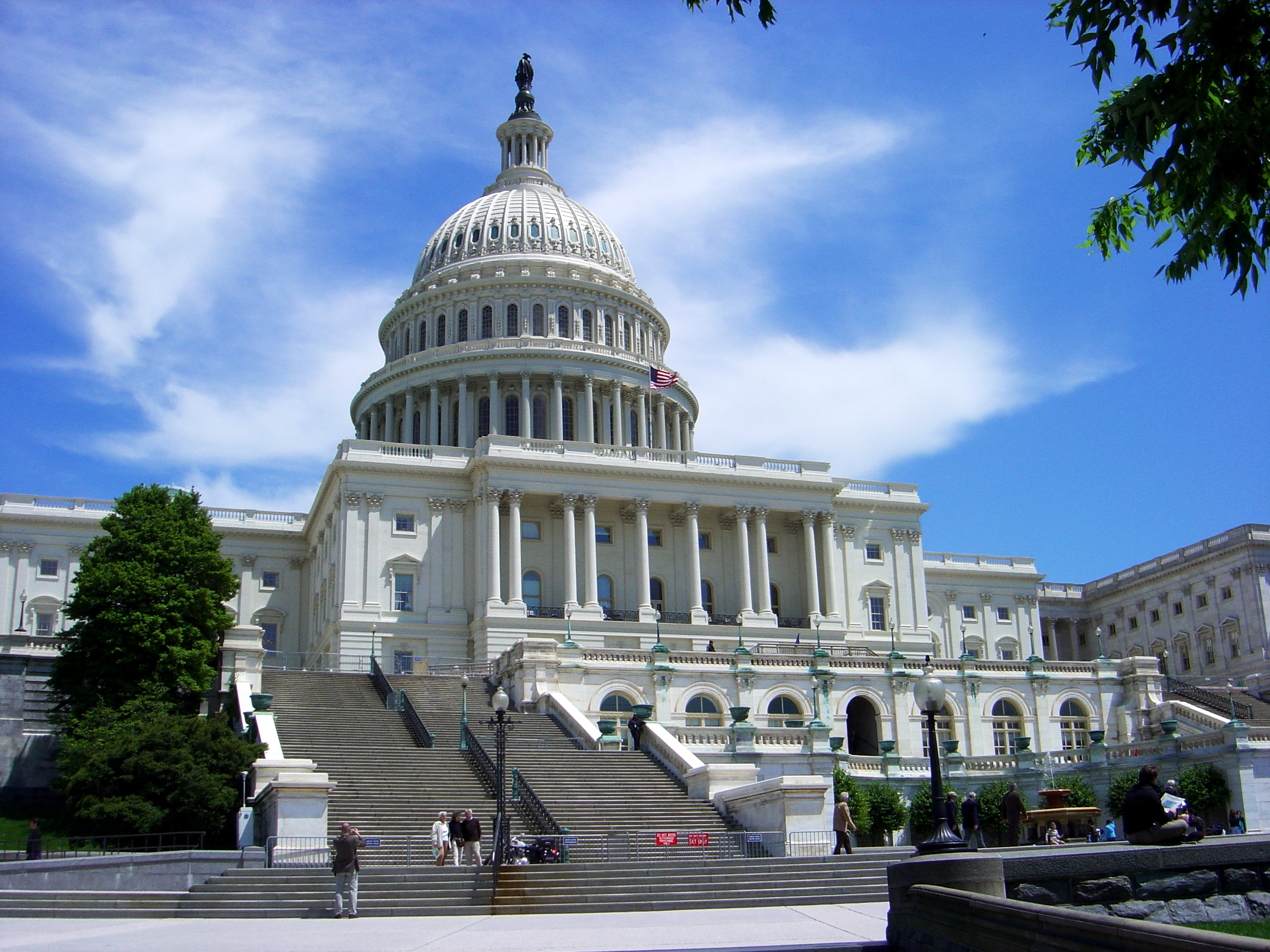
Điện Capitol Hoa Kỳ, trụ sở Quốc hội Hoa Kỳ, cũng từng là trụ sở Tòa án tối cao Hoa Kỳ từ năm 1801 đến khi trụ sở hiện tại được hoàn thành vào năm 1935.

Thẩm quyền của Tòa án tối cao đối với vụ án tùy thuộc vào cách giải thích Luật Tổ chức tư pháp 1789. Hiến pháp Hoa Kỳ chỉ quy định thành lập Tòa án tối cao và giao Quốc hội thành lập các tòa án cấp dưới. Điều 13 Luật Tổ chức tư pháp quy định quyền xét xử sơ thẩm và phúc thẩm của Tòa án tối cao.
Nay quy định Tòa án tối cao có độc quyền xét xử sơ thẩm các vụ án dân sự mà một bang là một đương sự ... [và] các vụ kiện đại sứ, công sứ. Tòa án tối cao có quyền xét xử phúc thẩm bản án của các tòa phúc thẩm, tòa án các bang trong những vụ án mà luật này quy định; Tòa án tối cao có quyền ban hành lệnh cưỡng chế đối với các tòa án, quan chức Hoa Kỳ trong những vụ án có cơ sở pháp lý.— điều 13, Luật Tổ chức tư pháp 1789

Marbury lập luận rằng điều 13 cho phép Tòa án tối cao ban hành lệnh cưỡng chế cả trong quá trình xét xử sơ thẩm lẫn phúc thẩm. Tòa án tối cao đồng ý với Marbury, nhận định rằng điều 13 Luật Tổ chức tư pháp cho phép Tòa án tối cao thực hiện quyền xét xử sơ thẩm đối với những vụ án về lệnh cưỡng chế. Tuy nhiên, Tòa án tối cao nhận định, Luật Tổ chức tư pháp đã vi phạm Hiến pháp Hoa Kỳ. Điều III quy định thành lập ngành tư pháp của chính quyền Hoa Kỳ, xác định thẩm quyền của Tòa án tối cao như sau:
Tòa án tối cao có quyền xét xử sơ thẩm đối với những vụ án liên hệ đến đại sứ, lãnh sự, công sứ và những vụ án mà một bang là đương sự. Tòa án tối cao có quyền xét xử phúc thẩm về mặt pháp lý và bằng chứng đối với những vụ án khác đã được quy định, căn cứ theo những ngoại lệ và quy định mà Quốc hội làm.

Điều III quy định Tòa án tối cao chỉ thực hiện quyền xét xử sơ thẩm đối với những vụ án mà một bang là đương sự và những vụ án quan hệ đến nhà ngoại giao nước ngoài. Vụ kiện của Marbury không thuộc những diện này nên căn cứ Hiến pháp Hoa Kỳ thì Tòa án tối cao không có quyền xét xử vụ kiện của Marbury.
Tổng hợp hai nhận định của Tòa án tối cao, Luật Tổ chức tư pháp đã mở rộng thẩm quyền của Tòa án tối cao vượt quy định của Hiến pháp Hoa Kỳ. Tòa án tối cao nhận định, Quốc hội không có quyền mở rộng thẩm quyền xét xử sơ thẩm của Tòa án tối cao nên điều 13 Luật Tổ chức tư pháp đã vi phạm điều III Hiến pháp Hoa Kỳ.

### Quyền giám sát hiến pháp

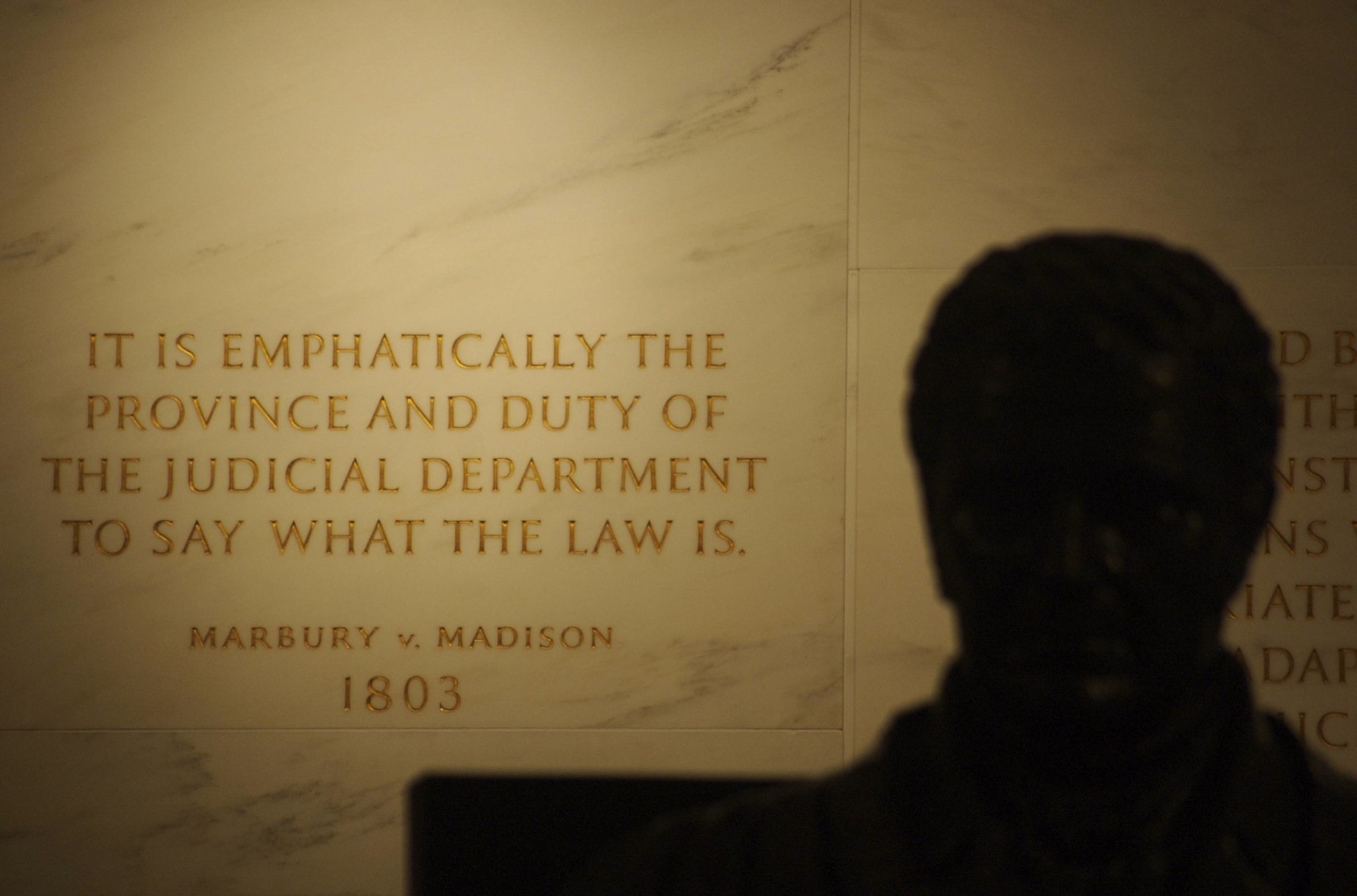
Danh ngôn trên tường của trụ sở Tòa án tối cao, trích dẫn từ vụ án Marbury kiện Madison, trong đó Chánh án John Marshall (bức tượng ở phía trước) đặt ra khái niệm giám sát hiến pháp.

Tòa án tối cao quyết định hủy bỏ điều 13 Luật Tổ chức tư pháp, lần đầu tiên thực hiện quyền giám sát hiến pháp. Tòa án tối cao quyết định rằng ngành tư pháp có quyền vô hiệu hóa luật của Quốc hội trái với Hiến pháp Hoa Kỳ, hiểu nôm na là hủy bỏ luật đó.
Dù Hiến pháp Hoa Kỳ không xác định tòa án có quyền giám sát hiến pháp thì Tòa án tối cao đưa ra nhiều luận cứ để lập luận ngành tư pháp có thẩm quyền này. Thứ nhất, bản chất thành văn của Hiến pháp Hoa Kỳ tự nó đặt ra quyền giám sát hiến pháp. Tòa án tối cao dẫn một bài nghị luận của Alexander Hamilton:
Quyền lực của cơ quan lập pháp là hữu hạn. Sở dĩ hiến pháp được quy định thành văn là để duy trì những giới hạn này. ... Hẳn bất cứ nhà lập hiến nào đều dự tính rằng hiến pháp là luật cơ bản, tối cao của quốc gia, vì thế mọi chính quyền hợp hiến đều phải tuân thủ nguyên tắc rằng luật của cơ quan lập pháp mà vi phạm hiến pháp thì không có hiệu lực.— Marbury kiện Madison

Thứ hai, quyền quyết định tính hợp hiến của luật cấu thành vai trò của ngành tư pháp. Tòa án tối cao có nhận định nổi tiếng, được trích dẫn thường xuyên nhất của quyết định:
Phải nhấn mạnh rằng trách nhiệm của ngành tư pháp là xác định phạm vi của pháp luật.— Marbury kiện Madison

Tòa án tối cao lập luận rằng Hiến pháp Hoa Kỳ quy định giới hạn đối với chính quyền Hoa Kỳ nên phải có cơ chế giám sát hiến pháp để duy trì những giới hạn đó. Ví dụ: Hiến pháp Hoa Kỳ cấm Quốc hội áp đặt thuế xuất khẩu đối với các bang và ban hành luật tước quyền công dân, luật hồi tố. Tòa án tối cao nhận định, trường hợp có xung đột giữa Hiến pháp Hoa Kỳ và luật Quốc hội thì phải thượng tôn hiến pháp.
Thứ ba, Tòa án tối cao nhận định rằng không thừa nhận hiệu lực tối cao của Hiến pháp Hoa Kỳ đối với luật Quốc hội sẽ dẫn đến tình trạng "tòa án ngó lơ hiến pháp, chỉ làm theo pháp luật" mà trao toàn quyền cho Quốc hội vì luật của Quốc hội sẽ luôn luôn đúng.
Tòa án tối cao đưa ra những luận cứ khác để lập luận chủ trương quyền giám sát hiến pháp. Tòa án tối cao nhận xét rằng điều III Hiến pháp Hoa Kỳ quy định Tòa án tối cao có thẩm quyền xét xử những vụ án "dưới hiến pháp" nghĩa là Tòa án tối cao có quyền hủy bỏ luật vi phạm hiến pháp. Thẩm phán phải tuyên thệ xét xử công bằng, "theo hiến pháp và pháp luật Hoa Kỳ" khi nhậm chức. Điều VI Hiến pháp Hoa Kỳ quy định pháp luật tối cao của Hoa Kỳ là hiến pháp và những luật "căn cứ theo hiến pháp" chứ không phải tất cả luật liên bang.

Có luận cứ đầy đủ, Tòa án tối cao khẳng định lại quyết định hủy bỏ điều 13 Luật Tổ chức tư pháp và tuyên bố không có thẩm quyền ban hành lệnh cưỡng chế đối với Madison cho Marbury.
Vì thế, ngôn từ của Hiến pháp Hoa Kỳ xác định, củng cố nguyên tắc cố hữu của mọi hiến pháp thành văn rằng luật mà vi phạm hiến pháp thì không có hiệu lực, tòa án và các bộ, ngành đều phải tuân thủ hiến pháp. Quy định phải bị hủy bỏ.

## Phân tích

### Xét xử khôn khéo

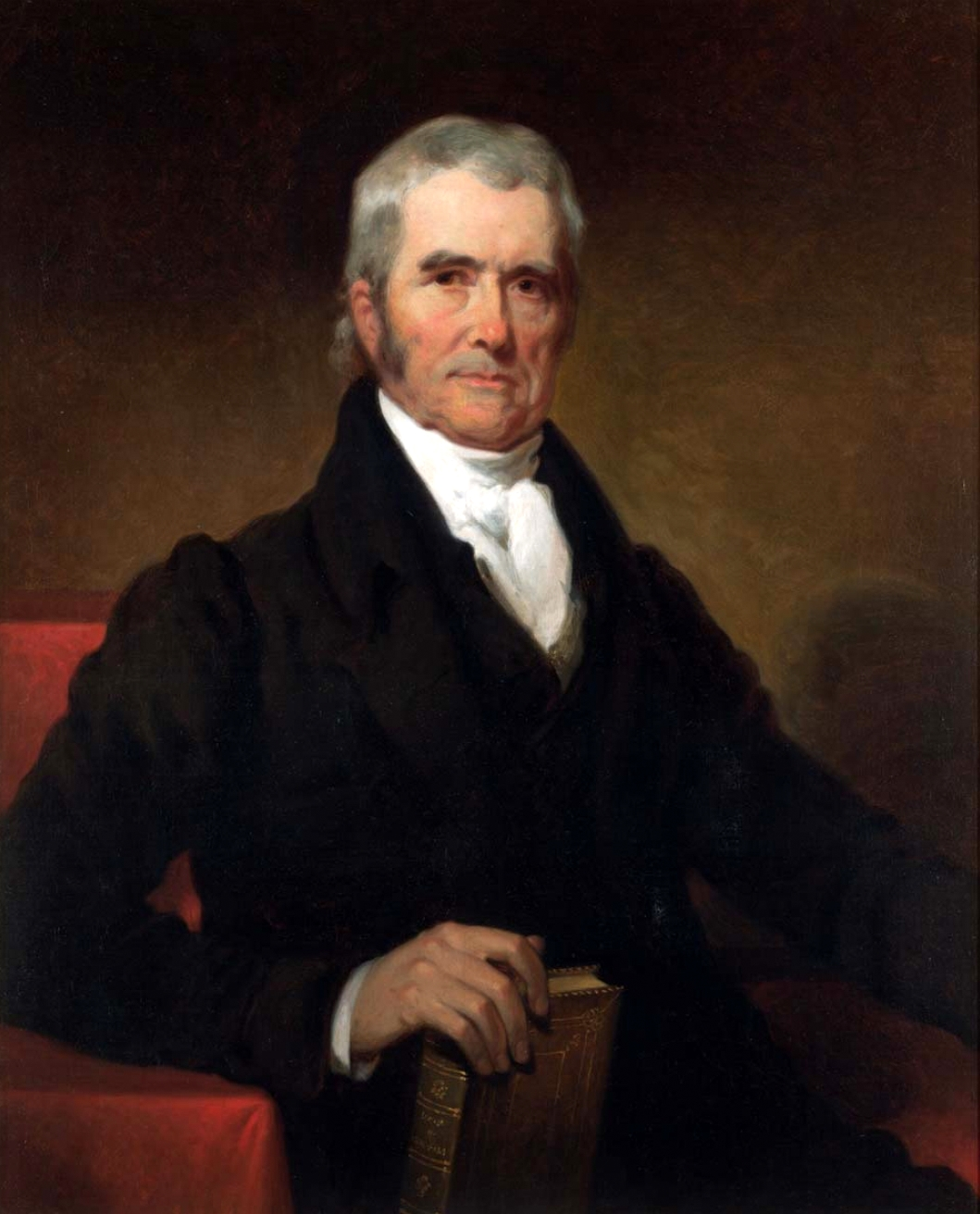
Chân dung Chánh án John Marshall năm 1832 của họa sĩ Henry Inman, lúc đó ông đã lãnh đạo ngành tư pháp Hoa Kỳ hơn 30 năm

Ngoài vấn đề pháp lý ra thì vụ án cũng đẩy Tòa án tối cao vào thế khó xử. Một mặt, Tòa án tối cao mà xử cho Marbury thắng kiện thì khả năng cao là Jefferson và Madison sẽ không chịu chấp hành lệnh cưỡng chế, khiến dư luận nghĩ rằng Tòa án tối cao bất lực và "mong manh". Mặt khác, Tòa án tối cao mà xử cho Marbury thua kiện thì sẽ giúp cho Jefferson và Đảng Dân chủ Cộng hòa chiếm ưu thế đối với Đảng Liên bang.
Tòa án tối cao khéo léo xử cho cả hai bên đều thắng. Thứ nhất, Tòa án tối cao xác định rằng việc Madison không chịu chuyển quyết định bổ nhiệm đến Marbury là trái pháp luật. Thứ hai, Tòa án tối cao lại tuyên bố không có thẩm quyền ban hành lệnh cưỡng chế cho Marbury. Nhưng sự khôn khéo của Tòa án tối cao thực sự là cách Tòa án tối cao biến đơn khởi kiện của Marbury thành một án lệ về quyền giám sát hiến pháp, là trọng tâm của nền lập hiến Hoa Kỳ.

## Ảnh hưởng

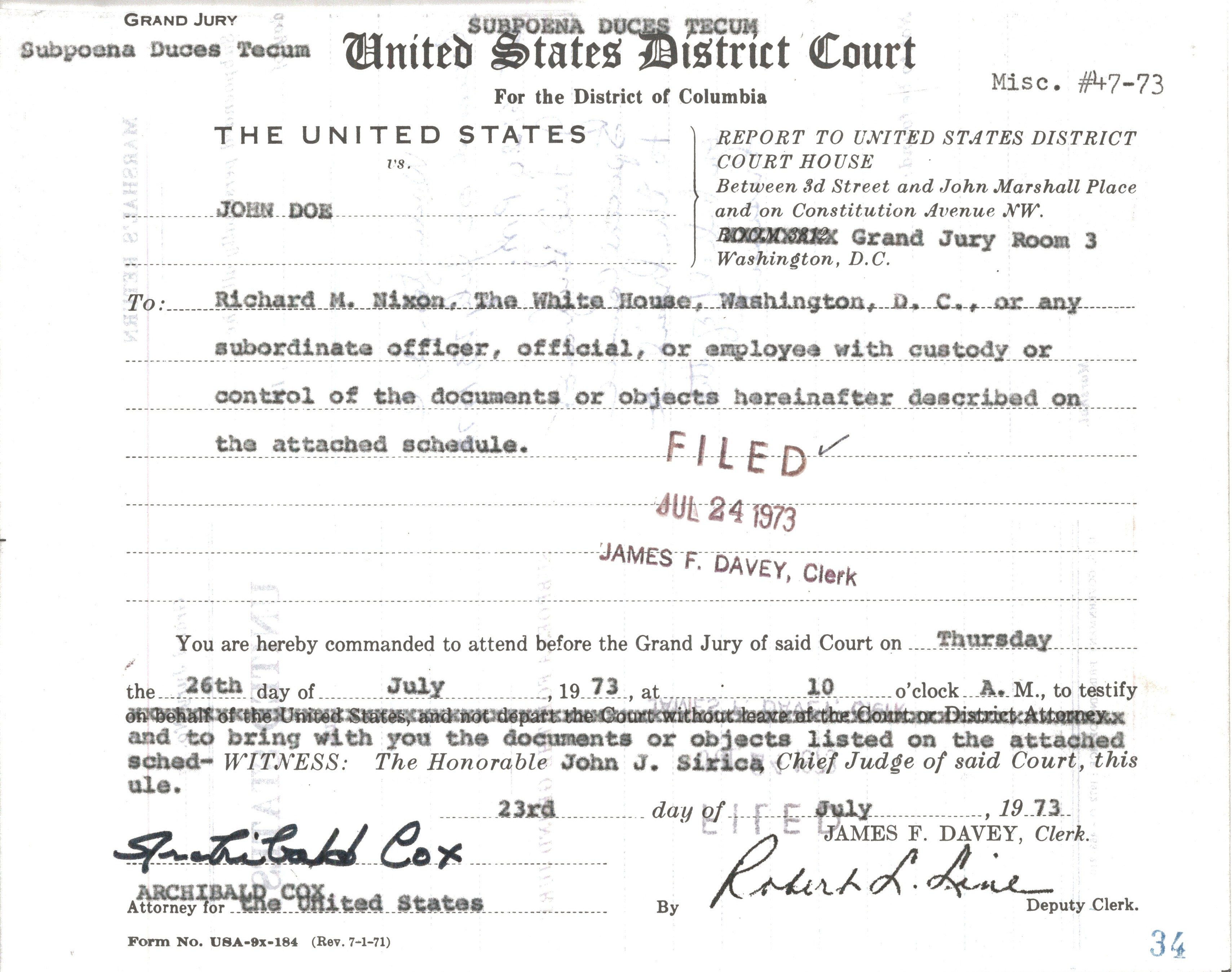
Trát yêu cầu cung cấp bằng chứng đối với Tổng thống Richard Nixon, trọng tâm của vụ án Hoa Kỳ kiện Nixon năm 1974

Án lệ Marbury kiện Madison được công nhận là án lệ quan trọng nhất trong lịch sử lập hiến của Hoa Kỳ. Quyết định của Tòa án tối cao xác định quyền giám sát hiến pháp của các tòa án liên bang Hoa Kỳ đối với luật liên bang và luật các bang.
Quyết định của Tòa án tối cao cũng xác định quyền giám sát hiến pháp đối với ngành hành chính, cụ thể là tổng thống và các bộ trưởng. Năm 1974, Tòa án tối cao quyết định Tổng thống Richard Nixon phải chấp hành trát của tòa án yêu cầu cung cấp băng ghi âm những cuộc nói chuyện của ông để phục vụ điều tra hình sự về vụ bê bối Watergate. Tuy nhiên, tòa án không có quyền giám sát đối với những quyết định thuộc toàn quyền của tổng thống như việc phủ quyết dự luật hoặc bổ nhiệm quan chức.
Tuy sở hữu một cơ chế đắc lực để kiểm soát ngành lập pháp, hành chính của của chính quyền Hoa Kỳ nhưng tòa án liên bang hiếm khi thực hiện quyền giám sát hiến pháp trong thời kỳ đầu. Lần thứ hai Tòa án tối cao hủy bỏ luật liên bang là năm 1857 trong án lệ Dred Scott kiện Sanford: Tòa án tối cao hủy bỏ Thỏa hiệp Missouri, một quyết định dẫn đến Nội chiến Hoa Kỳ.

### Trích dẫn
1. ↑  Chemerinsky (2019), § 2.2.1, p. 39.
2. ↑  Chemerinsky (2021), § 1.3, p. 12.
3. ↑  McCloskey (2010), tr. 25.
4. ↑  Chemerinsky (2019), § 2.2.1, pp. 39–40.
5. ↑  Pohlman (2005), tr. 21.
6. ↑  Chemerinsky (2019), § 2.2.1, p. 40.
7. 1 2  Chemerinsky (2019), § 2.2.1, pp. 41–42.
8. 1 2 3 4  Chemerinsky (2019), § 2.2.1, p. 44.
9. ↑  Epstein (2014), tr. 89.
10. ↑  McCloskey (2010), tr. 23–24.
11. 1 2 3 4 5  Chemerinsky (2019), § 2.2.1, p. 40.
12. ↑  Brest và đồng nghiệp (2018), tr. 115.
13. ↑  Miller (2009), tr. 44.
14. ↑  Paulsen và đồng nghiệp (2013), tr. 141.
15. 1 2  Chemerinsky (2019), § 2.2.1, p. 41.
16. ↑  Chemerinsky (2019), § 2.2.1, p. 41.
17. ↑  Chemerinsky (2019), § 2.2.1, p. 42.
18. ↑  Amar (1989), tr. 447.
19. ↑  Amar (1987), tr. 1485–86.
20. ↑  Amar (1987), tr. 1486.
21. ↑  Brest và đồng nghiệp (2018), tr. 124–25.
22. ↑  Chemerinsky (2019), § 2.2.1, pp. 42–43.
23. ↑  The Old Supreme Court Chamber, 1810–1860 (PDF). Office of Senate Curator (Báo cáo). U.S. Senate Commission on Art. ngày 24 tháng 6 năm 2015 [ngày 10 tháng 2 năm 2014]. S. Pub. 113-3.
24. ↑  Chemerinsky (2019), § 2.2.1, p. 43.
25. 1 2  Chemerinsky (2019), § 2.2.1, p. 44.
26. ↑  Currie (1997), tr. 53.
27. ↑  Tribe (2000), tr. 207.
28. ↑  Tribe (2000), tr. 207–08.
29. ↑  Prakash & Yoo (2003), tr. 914.
30. 1 2 3  Tribe (2000), tr. 210.
31. 1 2 3  Chemerinsky (2019), § 2.2.1, p. 45.
32. ↑  Nowak & Rotunda (2012), § 1.3, pp. 52–53.
33. 1 2  Nowak & Rotunda (2012), § 1.3, p. 53.
34. ↑  Chemerinsky (2019), § 2.2.1, p. 46.
35. 1 2 3  McCloskey (2010), tr. 26.
36. ↑  Tribe (2000), tr. 179.
37. ↑  Chemerinsky (2021), § 1.3, p. 14.
38. ↑  Chemerinsky (2019), § 2.2.1, p. 47.